# Trichocolea paupercula
Trichocolea paupercula là một loài rêu trong họ Trichocoleaceae. Loài này được Steph. mô tả khoa học đầu tiên năm 1916.